# Скамони, Георгий Николаевич
Георгий Николаевич Скамони (1835, Вюрцбург, Германия — 17 [30] февраля 1907, Санкт-Петербург) — немецкий и российский изобретатель в области полиграфии, историк книгопечатания. С 1863 года жил в России, работал в Экспедиции заготовления государственных бумаг в Петербурге.
В 1857 году, ещё в Германии, изобрёл способ микроскопической литографии, а в 1866 году — один из способов гелиографии; в 1872 году было напечатано его «Руководство к гелиографии» («Гелиогальванографические способы печатания»), за которое он был награждён Ломоносовской премией. В 1869 году им разработан фотоцинкографский способ воспроизведения текстовых форм, с помощью которого была напечатана миниатюрная (38х34 мм) книжка «Государя императора Александра II Высочайшие манифесты и указы 19 февр. 1861 г., 1 янв. 1864 г., 20 нояб. 1867 г.».
Разработки Скамони были отмечены серебряными медалями Московской политехнической (1872), Лондонской международной (1873) и Венской всемирной выставок.
В 1876 году в «Русской старине» был напечатан материал: «Способ воспроизведения на металле гравюр и рисунков. Гелиография и труды этого рода г. Скамони».
В последние годы жизни занимался историей книгопечатания: в 1896 году напечатал на немецком языке биографию Зенефельдера; в 1903 году — «Генрих Гольциус и его ученики» («Печатное искусство». — 1903. — № 7) и «Гравюра на меди. Очерк её развития» («Печатное искусство». — 1903. — № 12); в 1906 вышла книга «Изобретения и усовершенствования в области графических искусств».
Его сын Бруно был руководителем типографии и издательства «Голике и Вильборг».